# 15. Sinfonie (Mjaskowski)
Die Sinfonie in d-Moll op. 38 ist die 15. Sinfonie des Komponisten Nikolai Jakowlewitsch Mjaskowski.

## Entstehungsgeschichte
Als Mjaskowski 1933 an der 14. Sinfonie arbeitete, stellte er fest, dass das Material, welches er für den Finalsatz vorgesehen hatte, so komplex war, dass es nach einer eigenen Sinfonie verlangte. Die weitere Konzeption der 15. Sinfonie gestaltete sich danach allerdings langwierig. 1934 begann der Komponist die Arbeiten an der Chronografie sinfonischer Musik, die er allerdings nie vollendete. In ihr versuchte er, die Sinfonik seit ihren Anfängen (Corelli, Concerto Grosso) bis in die Gegenwart zu sammeln und zu ordnen. Eine besondere Beachtung fand dabei natürlich die russische bzw. sowjetische Musik, die er in die Perioden „Der Beginn der Neuzeit bis zur Oktoberrevolution“, „Die Zeit nach der Oktoberrevolution (das Entstehen der sowjetischen Sinfonik)“ und „Sinfonik mit stark ausgeprägten sowjetischen Stilzügen“ einteilte. Mjaskowski selbst war stilistisch seit der 14. Sinfonie in der „Sinfonik mit stark ausgeprägten sowjetischen Stilzügen“ angekommen, die 15. stellte einen weiteren großen Schritt seiner persönlichen Entwicklung dar, die aber erst mit der 16. Sinfonie abgeschlossen war.
Nach der schnellen Fertigstellung des ersten Satzes finden sich in Mjaskowskis Notizen über das ganze Jahr verteilt Eintragungen wie „Suche noch immer nach einem zweiten Satz“. Erst am 8. Mai 1934 schrieb er: „Es scheint, daß ich den toten Punkt überwunden habe.“ Doch auch der dritte Satz bereitete ihm Probleme; er verwarf die erste Version, kehrte später aber wieder zu ihr zurück. Anschließend strich er Passagen des ersten Satzes, um sie dann doch wieder einzufügen. Ende 1934 war das Werk schließlich vollendet.

## Analyse
Wie schon bei der 14. Sinfonie ist die Tonsprache schlicht und klar. Die viersätzige Sinfonie ist groß angelegt und trotzdem übersichtlich gehalten. Obwohl Mjaskowski nur eigene Themen verwendete, haben viele Melodien einen volksliedhaften Charakter. Insgesamt wurde das Werk als „lichtvoll“ und „optimistisch“ beschrieben, somit passte es gut zu den Vorgaben der neuen sowjetischen Kultur.
Der erste Satz beginnt mit einer kurzen Einleitung, der die Sonatenform folgt. Das erste Thema erscheint in d-Moll, danach führt eine kurze, chromatische Überleitung zum zweiten Thema. Die anschließende Durchführung endet mit einem großen Crescendo, das in sich zusammenfällt und so die Reprise einleitet. Der zweite, langsame Satz steht in h-Moll und hat einen düsteren und nachdenklichen Charakter. Der dritte Satz ist ein eleganter (con garbo) Walzer in g-Moll, der stark an Glinkas Walzer-Fantasie erinnert. Das Finale wird mit einer Bläser-Fanfare in d-Moll eröffnet, endet aber in D-Dur.

## Rezeption und Kritik
Die Sinfonie war in der Sowjetunion ein großer Erfolg, da sie den Nerv der Zeit traf und die Forderungen des sozialistischen Realismus weitreichend erfüllte. Der Musikwissenschaftler und -kritiker G. N. Chubow fasste dies folgendermaßen zusammen:

„Jeder, der Mjaskowskis ‹Fünfzehnte› hörte ..., wurde unwillkürlich von einem Gefühl tiefer Freude erfaßt, denn die ‹Fünfzehnte› ist nicht nur ein neues Opus unter den Sinfonien Mjaskowskis, sondern auch ein neues Werk der sowjetischen Musik...“

Mjaskowski selbst sah das Werk zwar als Schritt in die richtige Richtung zur Erfüllung der neuen Vorgaben, war sich aber auch bewusst, dass er noch nicht an seinem Ziel angekommen war. Er schrieb:

„Die ‹Fünfzehnte› ... schätzt man wegen ihres Optimismus und ihres lyrischen Charakters. Und doch ist auch ihre Sprache noch nicht die, nach der ich suche, um mich ganz als Künstler unserer Zeit zu fühlen! Ich weiß nicht, wie diese Sprache aussehen soll, und ich kenne auch kein Rezept, wie man sie suchen soll. Weder die auf das Volkslied zielenden Bestrebungen noch die Intonationen unserer städtischen Melodien in reiner Form erscheinen mir schon jene alleinigen Bausteine zur Schaffung der Musiksprache des sozialistischen Realismus in der Instrumentalmusik zu sein, deren Spezifik sich doch wesentlich von einer liedhaften Vokalmusik unterscheidet.“

Hatte er im vorherigen Jahr noch mit der neuen Tonsprache gehadert und war mit der 13. Sinfonie noch andere Wege gegangen, so hatte er sich mittlerweile damit abgefunden und konnte sich sogar dafür begeistern:

„...Diese Idee ist mein Wunschtraum, und als solcher muß er irgendwann einmal in Erfüllung gehen, und zwar genau auf die gleiche Art, wie jetzt bei uns die hochfliegenden Träume der besten Vertreter der Menschheit aller Jahrhunderte und Völker Realität werden.“